# Aeroportul Konarak
Aeroportul Konarak (IATA: ZBR, ICAO: OIZC) este un aeroport din Jahliyan Rural District⁠(d), Central District⁠(d), Konarak County⁠(d), Provincia Sistan-Baluchestan, Iran ce deservește zona Chabahar. A fost deschis în 1999.
Situat la o altitudine de 13 m, aeroportul dispune de o singură pistă. Este operat de Iranian Airports Holding Company⁠(d).

## Infrastructură

### Terminale
Aerogara are în componență 1 terminal, 10th Tactical Air Base (Iran)⁠(d). 